# Caerano di San Marco
Caerano di San Marco é uma comuna italiana da região do Vêneto, província de Treviso, com cerca de 7.026 habitantes. Estende-se por uma área de 12 km², tendo uma densidade populacional de 586 hab/km². Faz fronteira com Altivole, Cornuda, Maser, Montebelluna.

## Demografia
| Variação demográfica do município entre 1861 e 2011                               |
|                                                                                   |
| Fonte: Istituto Nazionale di Statistica (ISTAT) - Elaboração gráfica da Wikipedia |